# Ніколає-Белческу (Бреїла)
Ніколає-Белческу (рум. Nicolae Bălcescu) — село у повіті Бреїла в Румунії. Входить до складу комуни Скорцару-Ноу.
Село розташоване на відстані 155 км на північний схід від Бухареста, 32 км на захід від Бреїли, 36 км на захід від Галаца.